# Genoveva Ricaurte Mauris

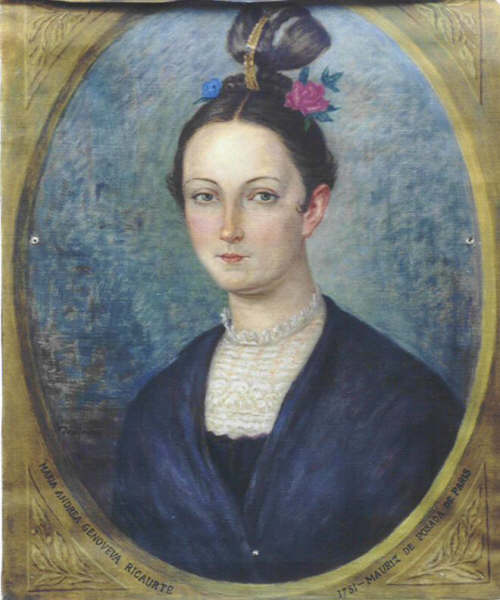
Genoveva Ricaurte

Genoveva Ricaurte Mauris, född 11 november 1755, död 14 november 1829, var en colombiansk frihetshjältinna.  
Hon var dotter till Rafael och Maria Ignacia Terreros Ricaurte Mauris de Posada och gifte sig 1777 med adelsmannen Jose Martin Paris Alvarez. Hon liksom maken tog parti för Simon Bolivar då han 1814 marscherade in i Colombia. Ricaurte Mauris underrättade Bolivar om regeringens trupprörelser som spion under denna strid och fungerade därmed som agent för rebellerna. För detta bestraffades hon med konfiskering av egendom och förvisning till släktingar på landet, dit hon tvingades gå till fots. Vid Bolivars seger 1819 tillhörde hon de bemärkta personer som välkomnade honom i Bogotá. Han gav henne en statlig pension som tack för hennes tjänster under kriget. 